# Zeta1 Lyrae
Zeta1 Lyrae (6 Lyrae) é uma estrela na direção da constelação de Lyra. Possui uma ascensão reta de 18h 44m 46.34s e uma declinação de +37° 36′ 18.2″. Sua magnitude aparente é igual a 4.34. Considerando sua distância de 154 anos-luz em relação à Terra, sua magnitude absoluta é igual a 0.97. Pertence à classe espectral Am.